# Copa COSAFA Femenina 2022
La Copa COSAFA Femenina 2022 fue la décima edición del Campeonato Femenino COSAFA. Se disputó entre el 31 de agosto y el 11 de septiembre en Sudáfrica.

## Participantes
| - Angola - Botsuana - Suazilandia - Comoras - Lesoto - Tanzania (invitado) | - Malaui - Mauricio - Mozambique - Namibia - Sudáfrica - Zambia |

- Nota: Sudáfrica ingresó a su equipo B, ya que su equipo A participó en partidos amistosos contra Brasil al mismo tiempo que el torneo. Por lo tanto, sus partidos no cuentan para la clasificación de la FIFA.

## Fase de grupos

### Grupo A

#### Clasificación
| Pos. | Equipo     | Pts. | PJ | G | E | P | GF | GC | Dif. | Clasificación                 |
| ---- | ---------- | ---- | -- | - | - | - | -- | -- | ---- | ----------------------------- |
| 1    | Sudáfrica  | 7    | 3  | 2 | 1 | 0 | 8  | 1  | +7   | Clasificado a las Semifinales |
| 2    | Mozambique | 5    | 3  | 1 | 2 | 0 | 7  | 2  | +5   |                               |
| 3    | Angola     | 4    | 3  | 1 | 1 | 1 | 4  | 4  | 0    |                               |
| 4    | Mauricio   | 0    | 3  | 0 | 0 | 3 | 0  | 12 | −12  |                               |

Actualizado a los partidos jugados el 6 de septiembre de 2022.
 Fuente: COSAFA

#### Fixture
| Fecha                          | Lugar          |            |                       | Resultado |                       |            |
| ------------------------------ | -------------- | ---------- | --------------------- | --------- | --------------------- | ---------- |
| 31 de agosto de 2022, 12:00    | Port Elizabeth | Mauricio   | Bandera de Mauricio   | 0:5       | Bandera de Mozambique | Mozambique |
| 31 de agosto de 2022, 15:30    | Port Elizabeth | Sudáfrica  | Bandera de Sudáfrica  | 3:0       | Bandera de Angola     | Angola     |
| 3 de septiembre de 2022, 12:00 | Port Elizabeth | Angola     | Bandera de Angola     | 1:1       | Bandera de Mozambique | Mozambique |
| 3 de septiembre de 2022, 15:30 | Port Elizabeth | Sudáfrica  | Bandera de Sudáfrica  | 4:0       | Bandera de Mauricio   | Mauricio   |
| 6 de septiembre de 2022, 15:30 | Port Elizabeth | Mauricio   | Bandera de Mauricio   | 0:3       | Bandera de Angola     | Angola     |
| 6 de septiembre de 2022, 15:30 | Port Elizabeth | Mozambique | Bandera de Mozambique | 1:1       | Bandera de Sudáfrica  | Sudáfrica  |

### Grupo B

#### Clasificación
| Pos. | Equipo      | Pts. | PJ | G | E | P | GF | GC | Dif. | Clasificación                                      |
| ---- | ----------- | ---- | -- | - | - | - | -- | -- | ---- | -------------------------------------------------- |
| 1    | Zambia      | 9    | 3  | 3 | 0 | 0 | 11 | 0  | +11  | Clasificado a las Semifinales                      |
| 2    | Namibia     | 6    | 3  | 2 | 0 | 1 | 7  | 3  | +4   | Clasificación a las semifinales como mejor segundo |
| 3    | Lesoto      | 3    | 3  | 1 | 0 | 2 | 3  | 9  | −6   |                                                    |
| 4    | Suazilandia | 0    | 3  | 0 | 0 | 3 | 1  | 10 | −9   |                                                    |

Actualizado a los partidos jugados el 6 de septiembre de 2022.
 Fuente: COSAFA

#### Fixture
| Fecha                          | Lugar          |             |                        | Resultado |                        |             |
| ------------------------------ | -------------- | ----------- | ---------------------- | --------- | ---------------------- | ----------- |
| 1 de septiembre de 2022, 12:00 | Port Elizabeth | Lesoto      | Bandera de Lesoto      | 3:0       | Bandera de Suazilandia | Suazilandia |
| 1 de septiembre de 2022, 15:30 | Port Elizabeth | Zambia      | Bandera de Zambia      | 2:0       | Bandera de Namibia     | Namibia     |
| 4 de septiembre de 2022, 12:00 | Port Elizabeth | Namibia     | Bandera de Namibia     | 5:1       | Bandera de Suazilandia | Suazilandia |
| 4 de septiembre de 2022, 15:30 | Port Elizabeth | Zambia      | Bandera de Zambia      | 7:0       | Bandera de Lesoto      | Lesoto      |
| 6 de septiembre de 2022, 12:00 | Port Elizabeth | Lesoto      | Bandera de Lesoto      | 0:2       | Bandera de Namibia     | Namibia     |
| 6 de septiembre de 2022, 12:00 | Port Elizabeth | Suazilandia | Bandera de Suazilandia | 0:2       | Bandera de Zambia      | Zambia      |

### Grupo C

#### Clasificación
| Pos. | Equipo   | Pts. | PJ | G | E | P | GF | GC | Dif. | Clasificación                 |
| ---- | -------- | ---- | -- | - | - | - | -- | -- | ---- | ----------------------------- |
| 1    | Tanzania | 7    | 3  | 2 | 1 | 0 | 6  | 1  | +5   | Clasificado a las Semifinales |
| 2    | Botsuana | 5    | 3  | 1 | 2 | 0 | 7  | 1  | +6   |                               |
| 3    | Malaui   | 4    | 3  | 1 | 1 | 1 | 8  | 4  | +4   |                               |
| 4    | Comoras  | 0    | 3  | 0 | 0 | 3 | 0  | 15 | −15  |                               |

Actualizado a los partidos jugados el 7 de septiembre de 2022.
 Fuente: COSAFA

#### Fixture
| Fecha                          | Lugar          |          |                     | Resultado |                     |          |
| ------------------------------ | -------------- | -------- | ------------------- | --------- | ------------------- | -------- |
| 2 de septiembre de 2022, 12:00 | Port Elizabeth | Tanzania | Bandera de Tanzania | 3:0       | Bandera de Comoras  | Comoras  |
| 2 de septiembre de 2022, 15:30 | Port Elizabeth | Botsuana | Bandera de Botsuana | 1:1       | Bandera de Malaui   | Malaui   |
| 5 de septiembre de 2022, 12:00 | Port Elizabeth | Malaui   | Bandera de Malaui   | 6:0       | Bandera de Comoras  | Comoras  |
| 5 de septiembre de 2022, 15:30 | Port Elizabeth | Botsuana | Bandera de Botsuana | 0:0       | Bandera de Tanzania | Tanzania |
| 7 de septiembre de 2022, 15:30 | Port Elizabeth | Tanzania | Bandera de Tanzania | 3:1       | Bandera de Malaui   | Malaui   |
| 7 de septiembre de 2022, 15:30 | Port Elizabeth | Comoras  | Bandera de Comoras  | 0:6       | Bandera de Botsuana | Botsuana |

### Mejores segundos colocados
| Pos. | Equipo     | Grupo | Pts | PJ | PG | PE | PP | GF | GC | DG |
| ---- | ---------- | ----- | --- | -- | -- | -- | -- | -- | -- | -- |
| 1    | Namibia    | B     | 6   | 3  | 2  | 0  | 1  | 7  | 3  | +4 |
| 2    | Botsuana   | C     | 5   | 3  | 1  | 2  | 0  | 7  | 1  | +6 |
| 3    | Mozambique | A     | 5   | 3  | 1  | 2  | 0  | 7  | 2  | +5 |

## Fase final

### Semifinales
| Fecha                          | Lugar          |           |                      | Resultado |                     |          |
| ------------------------------ | -------------- | --------- | -------------------- | --------- | ------------------- | -------- |
| 9 de septiembre de 2022, 12:00 | Port Elizabeth | Zambia    | Bandera de Zambia    | 2:1       | Bandera de Tanzania | Tanzania |
| 9 de septiembre de 2022, 15:00 | Port Elizabeth | Sudáfrica | Bandera de Sudáfrica | 1:0       | Bandera de Namibia  | Namibia  |

### Tercer lugar
| Fecha                           | Lugar          |          |                     | Resultado |                    |         |
| ------------------------------- | -------------- | -------- | ------------------- | --------- | ------------------ | ------- |
| 11 de septiembre de 2022, 12:00 | Port Elizabeth | Tanzania | Bandera de Tanzania | 2:1       | Bandera de Namibia | Namibia |

### Final
| Fecha                           | Lugar          |        |                   | Resultado  |                      |           |
| ------------------------------- | -------------- | ------ | ----------------- | ---------- | -------------------- | --------- |
| 11 de septiembre de 2022, 15:00 | Port Elizabeth | Zambia | Bandera de Zambia | 1:0 (pró.) | Bandera de Sudáfrica | Sudáfrica |

## Goleadoras
- Actualizo el 11 de septiembre de 2022.

| Jugadora              | Selección | Goles |
| --------------------- | --------- | ----- |
| Barbra Banda          | Zambia    | 10    |
| Ontlametse Gaonyadiwe | Botsuana  | 4     |
| Boitumelo Rabale      | Lesoto    | 3     |
| Lithemba Sam          | Sudáfrica | 3     |
| Tabitha Chawinga      | Kenia     | 3     |

## Clasificación final
| Equipo | Equipo      | Pts | PJ | PG | PE | PP | GF | GC | Dif |
| ------ | ----------- | --- | -- | -- | -- | -- | -- | -- | --- |
| 1      | Zambia      | 15  | 5  | 5  | 0  | 0  | 14 | 1  | +13 |
| 2      | Sudáfrica   | 10  | 5  | 3  | 1  | 1  | 9  | 2  | +7  |
| 3      | Tanzania    | 10  | 5  | 3  | 1  | 1  | 9  | 4  | +5  |
| 4      | Namibia     | 6   | 5  | 2  | 0  | 3  | 8  | 6  | +2  |
| 5      | Botsuana    | 5   | 3  | 1  | 2  | 0  | 7  | 1  | +6  |
| 6      | Mozambique  | 5   | 3  | 1  | 0  | 2  | 7  | 2  | +5  |
| 7      | Malaui      | 4   | 3  | 1  | 1  | 1  | 8  | 4  | +4  |
| 8      | Angola      | 4   | 3  | 1  | 1  | 1  | 4  | 4  | 0   |
| 9      | Lesoto      | 3   | 3  | 1  | 0  | 2  | 3  | 9  | -6  |
| 10     | Suazilandia | 0   | 3  | 0  | 0  | 3  | 1  | 10 | -9  |
| 11     | Mauricio    | 0   | 3  | 0  | 0  | 3  | 0  | 12 | -12 |
| 12     | Comoras     | 0   | 3  | 0  | 0  | 3  | 0  | 15 | -15 |